# Timbuctoo
Timbuctoo est un film britannique réalisé par Walter Summers et Arthur B. Woods, sorti en 1933.

## Synopsis
Un homme a une violente querelle avec sa famille à propos de sa fiancée. Totalement bouleversé, il veut s'éloigner de tout conflit et décide de se rendre par voie terrestre à Tombouctou, réputée comme étant légendaire, l'un des endroits les plus reculés et mystérieux du monde. Dès que sa fiancée apprend son départ, elle se jure de faire de même, et se met au défi d'arriver à Tombouctou avant lui. Une grande partie du film est  consacrée à des séquences de récits de voyage sur les indigènes et leurs habitats africains.

## Fiche technique
- Réalisation :  Walter Summers et Arthur B. Woods
- Scénario : Walter Summers
- Producteur : Walter Summers
- Production : British International Pictures
- Photographie : James Wilson
- Musique : Idris Lewis
- Genre : Comédie
- Durée : 72 minutes
- Date de sortie : avril 1933

## Distribution
- Henry Kendall : Benedict
- Margot Grahame : Elizabeth
- Emily Fitzroy : tante Augusta
- Hubert Harben : Oncle George
- Jean Cadell : Wilhelmina
- Victor Stanley : Henry
- Una O'Connor : Myrtle
- Edward Cooper : Steven